# سرزمین قبل از تاریخ
سرزمین قبل از تاریخ (انگلیسی: The Land Before Time) یک فیلم سینمایی آمریکایی در ژانر پیشینه پویانمایی و ماجراجویی به کارگردانی دان بلات است که در سال ۱۹۸۸ اکران شد.

## خلاصه داستان
با تغییر آب و هوای دنیا، دایناسورهای گیاه‌خوار که با کمبود مواد غذایی روبه رو شده‌اند، به سوی «درهٔ بزرگ»، قلمرویی افسانه‌ای که در آن گیاهان فراوانی یافت می‌شود، به راه می‌افتند…